# Скагуэй
Ска́гуэй (англ. Skagway) — боро в США (до 25 июня 2007 года — город), на юго-востоке штата Аляска. 1164 жителя на 2020 год. Порт на берегу залива Линн-Канал. Начальный пункт железной дороги к Уайтхорсу (Канада). На 2013 год железнодорожное сообщение осуществляется только до города Каркросс. Из города производится вывоз концентратов цветных металлов и асбеста, добытых на рудниках северной Канады. Основан в 1897 году во время «золотой лихорадки» как начальный пункт пути через перевал Уайт к золотым приискам бассейна реки Клондайк.

## Климат
Климат умеренный, влажный. Средняя температура января — −1,6°С, июля — +13,3°С. Осадков 1500—4000 мм в год

## Известные жители
В этом городе долгое время жил и занимался преступной деятельностью гангстер Джефферсон Рендольф Смит II, более известный, как Мыльный Смит. Во время конфликта был застрелен другим местным жителем Френком Ридом 8 июля 1898 года. Похоронен на кладбище неподалёку от города.